# Isocrinidae
Famille
Les Isocrinidae sont une famille de Crinoïdes (Échinodermes) sessiles, de l'ordre des Isocrinida.

## Description

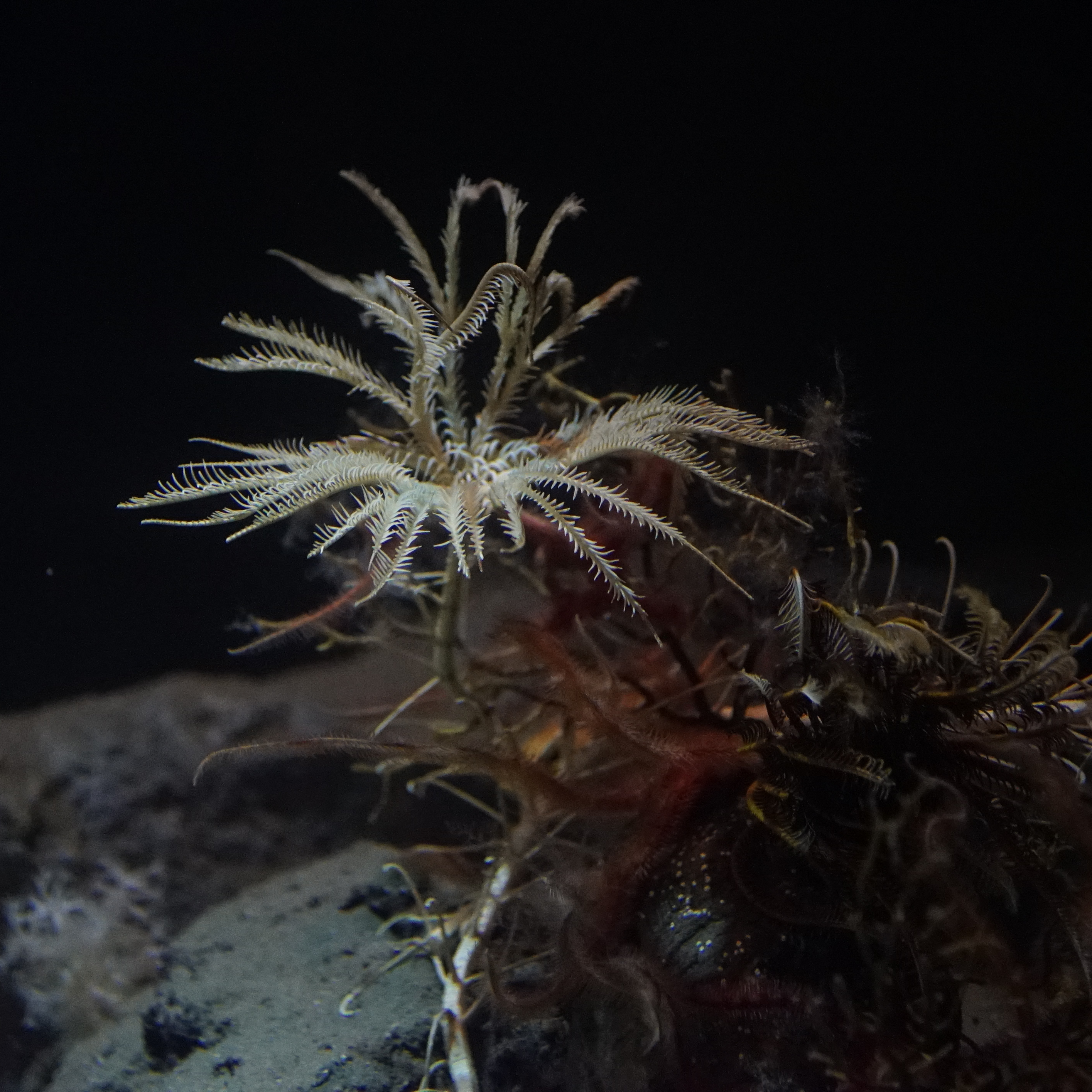
Metacrinus rotundus vivant.

Ce sont des crinoïdes « vrais » (sessiles) : ils vivent attachés au fond par une longue tige calcaire articulée. Celle-ci est constituée d'articles internodaux alternant avec des articles nodaux, qui portent des cirrhes articulés et terminés par une griffe. 
Ce groupe se distingue des autres Isocrinina par une synarthrie entre les primibrachiaux 1 et 2. 
C'est, devant les Balanocrinidae, la famille de crinoïdes pédonculés qui compte le plus de représentants actuels.

## Liste des genres
Selon World Register of Marine Species (2 avril 2025) :
- sous-famille Isocrininae Gislén, 1924 †
  - genre Chariocrinus Hess, 1972 †
  - genre Hispidocrinus Simms, 1988 †
  - genre Isocrinus von Meyer in Agassiz, 1836 †
  - genre Percevalicrinus Klikushin, 1977 †
  - genre Raymondicrinus Klikushin, 1982 †
  - genre Tyrolecrinus Klikushin, 1982 †
- sous-famille Metacrininae Klikushin, 1977
  - genre Eometacrinus Baumiller & Gaździcki, 1996 †
  - genre Metacrinus P. H. Carpenter, 1884 -- 9 espèces actuelles
  - genre Saracrinus A. H. Clark, 1923  -- 3 espèces actuelles

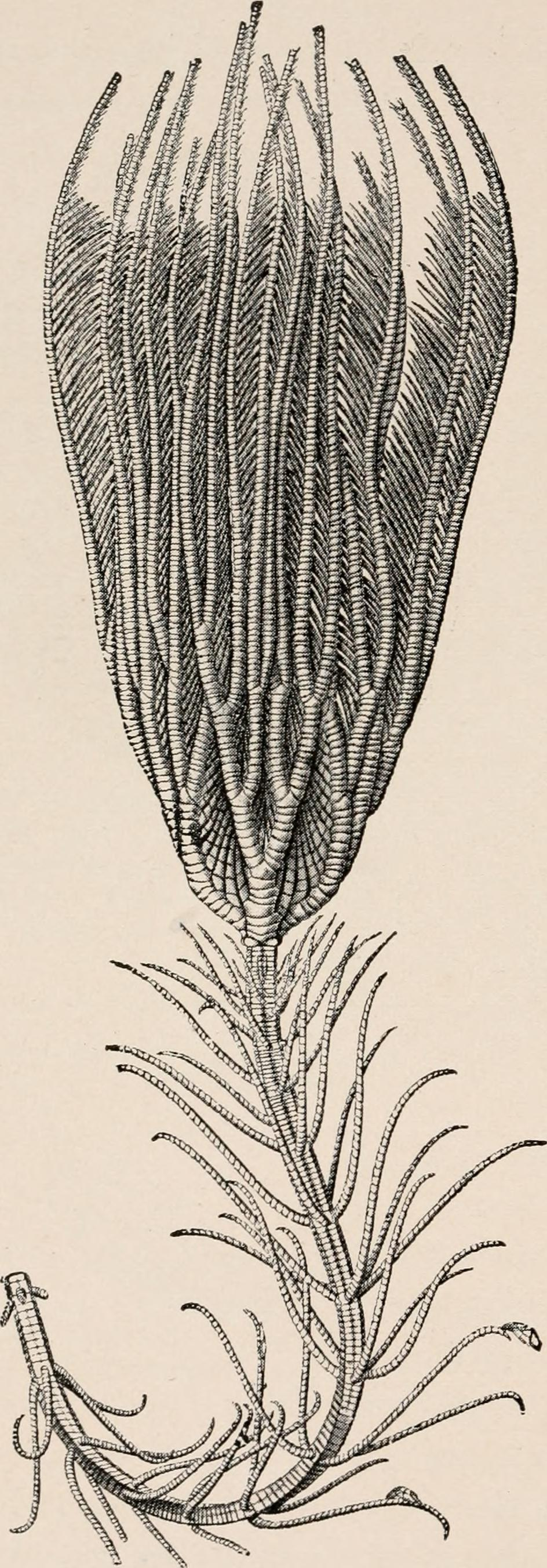
Metacrinus interruptus
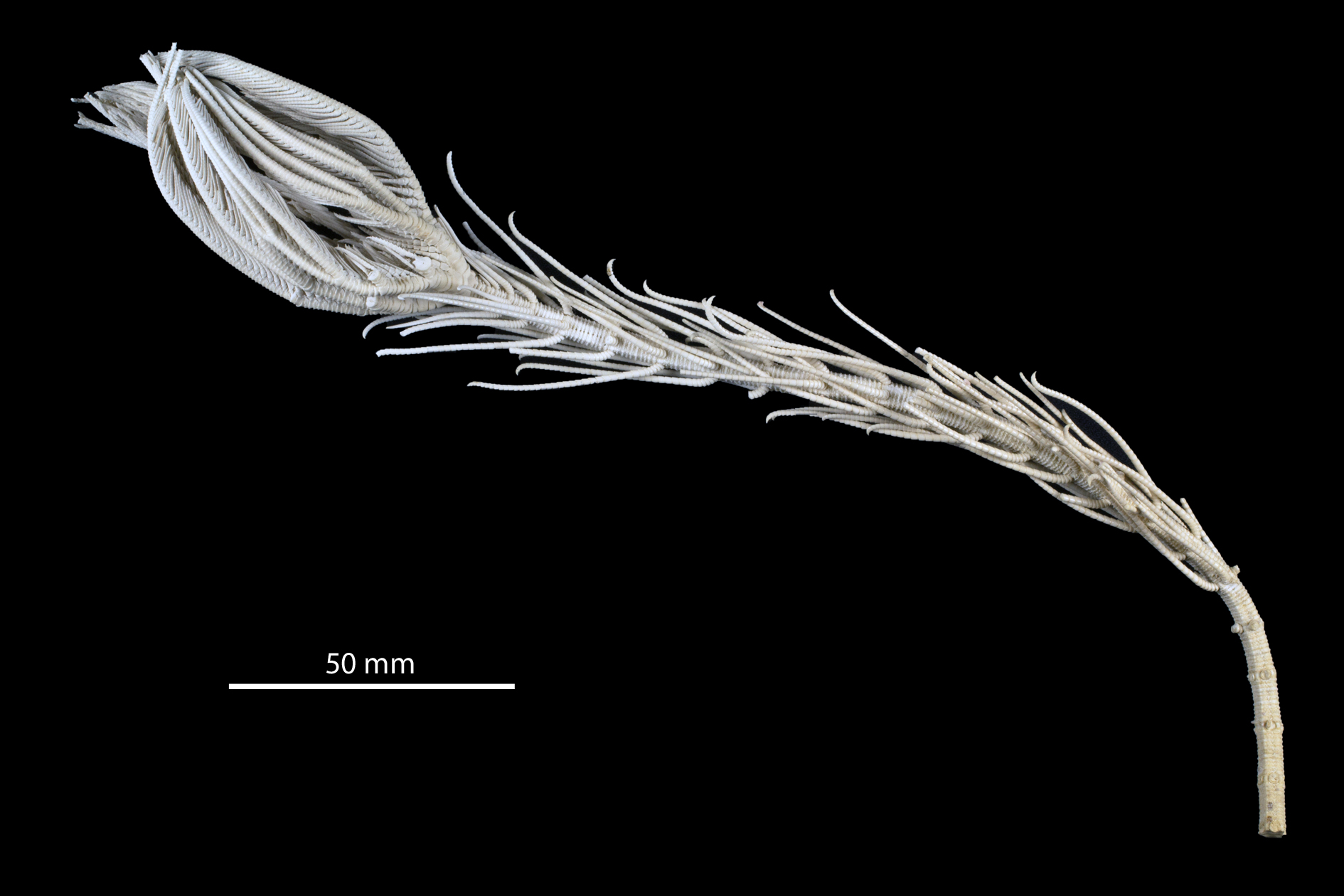
Metacrinus levii (holotype, Muséum National d'Histoire Naturelle)
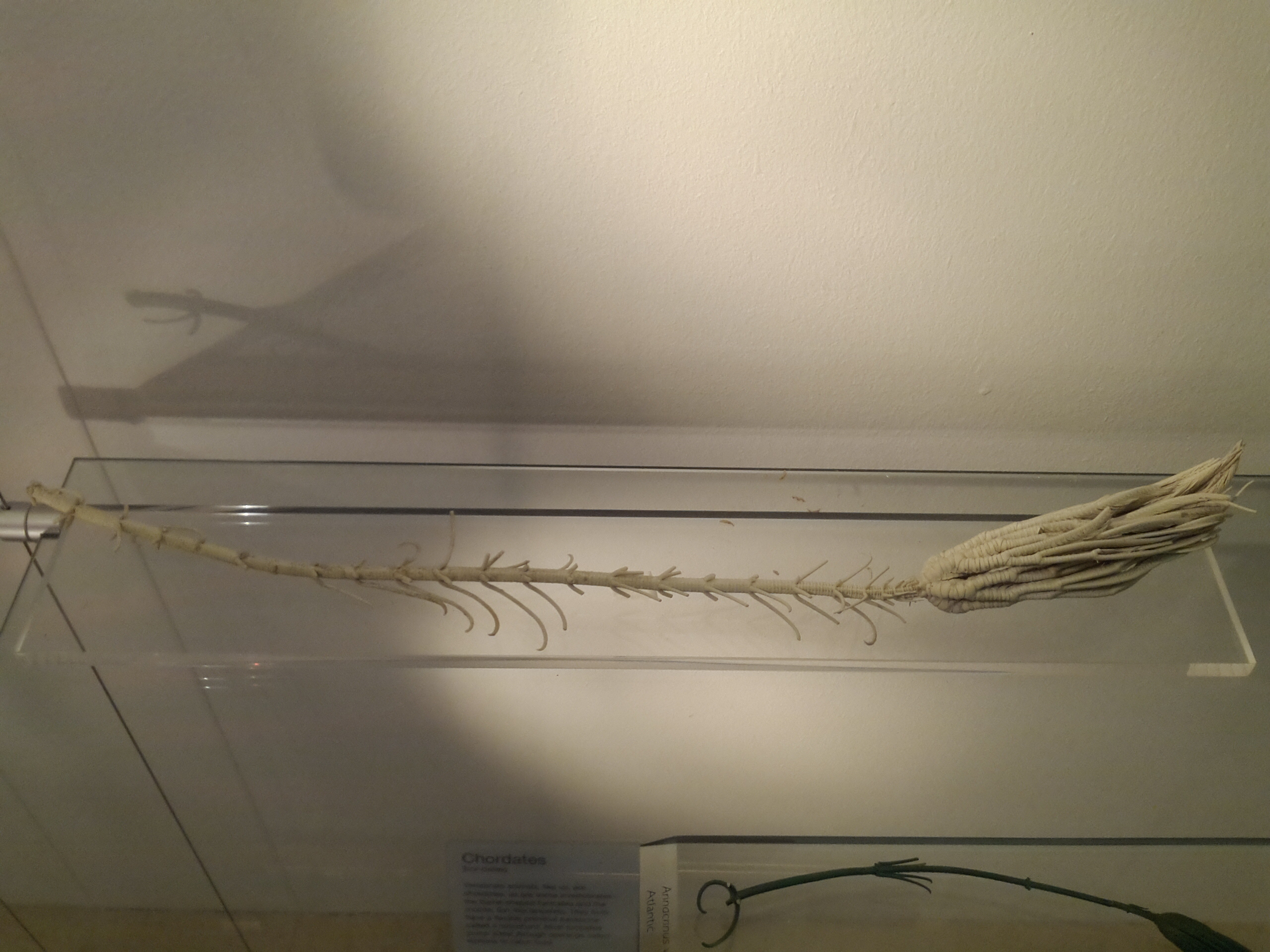
Metacrinus rotundus séché en muséum.
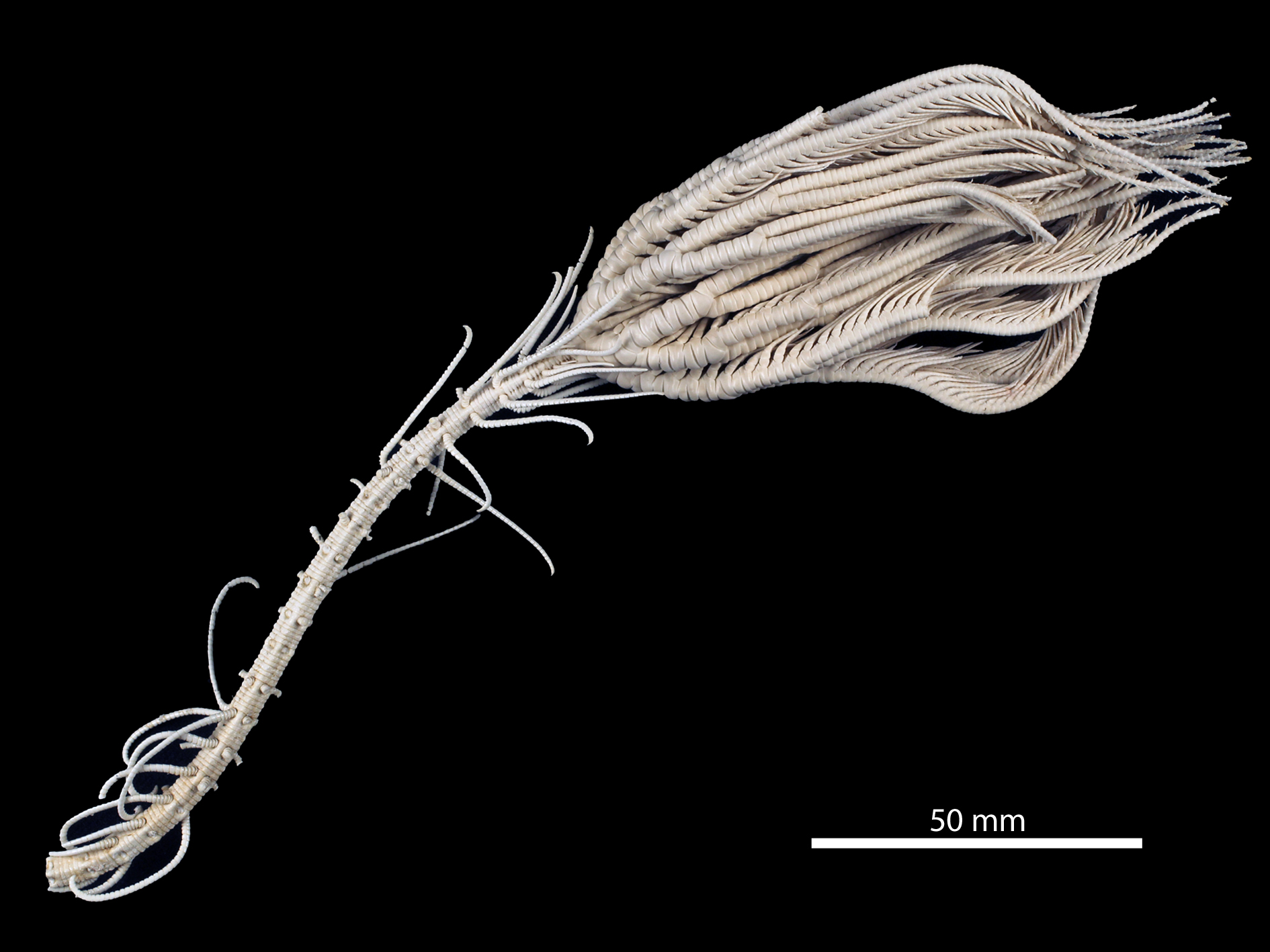
Saracrinus moosai (holotype, MNHN)
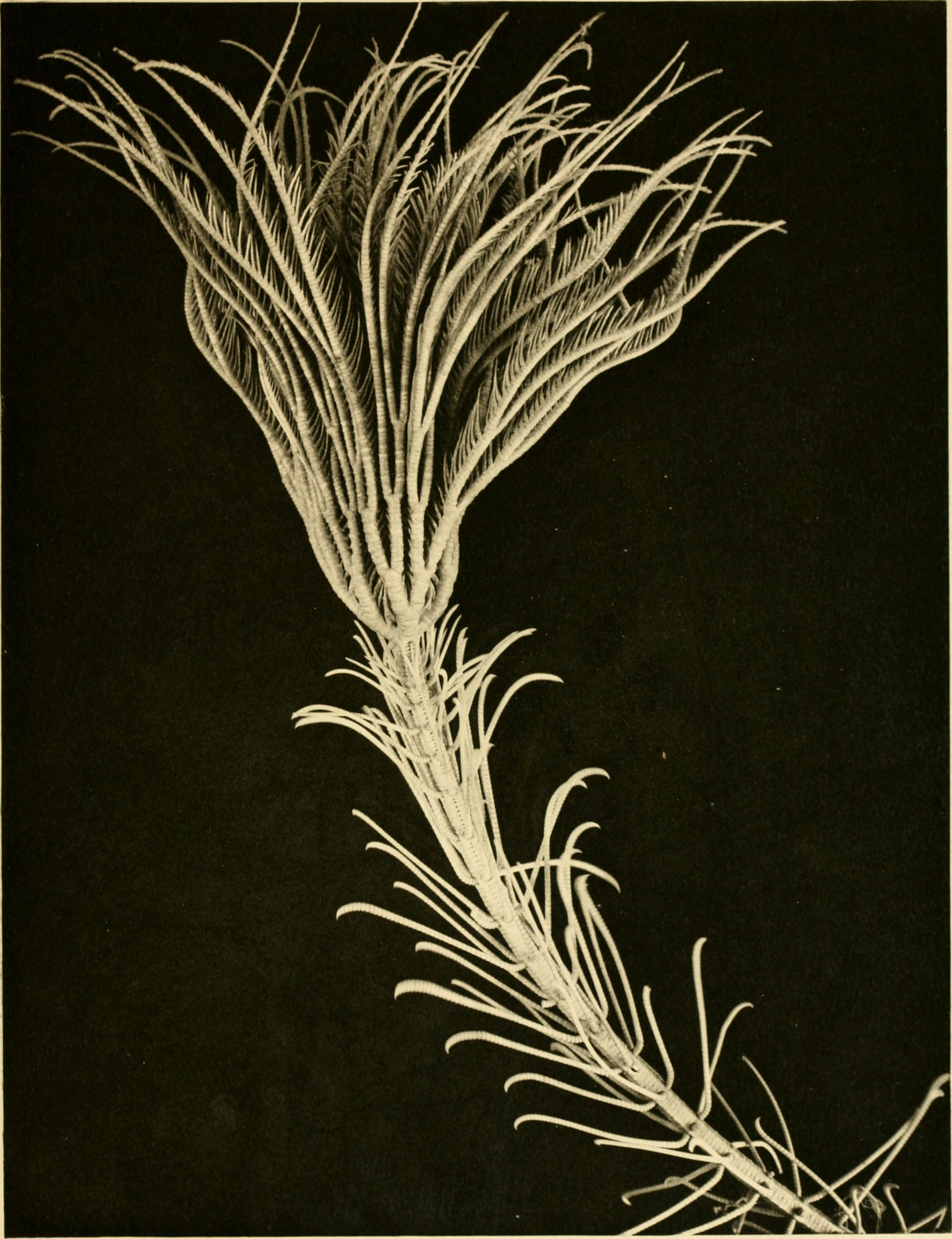
Saracrinus nobilis.

## Systématique
Le nom valide complet (avec auteur) de ce taxon est Isocrinidae Gislén, 1924.